# Hemigrapsus takanoi
Hemigrapsus takanoi (лат.) — вид крабов из семейства Varunidae (ранее классифицированный как Grapsidae), обитающий на скалистых берегах Тихого океана и встречающийся как инвазивный вдоль европейских побережий. Всеяден, питается мелкой рыбой, беспозвоночными и водорослями.

## Описание
До 2005 года название Hemigrapsus penicillatus использовалось для обозначения животных, которые, как теперь известно, представляют два различных вида. Hemigrapsus penicillatus имеет более мелкие участки щетинок на клешнях у самцов, а Hemigrapsus takanoi — более крупные участки щетинок и более крупные цветные пятна на экзоскелете. Он может быть разных цветов, включая оранжево-коричневый, бордовый или зелёный, с полосатыми ногами и пятнистыми клешнями. Самцы имеют участок светло-коричневых или желтых щетинок на клешнях. Ширина их карапакса обычно достигает около 2,5 сантиметров, и на нём есть три шипа. Прежде чем превратиться в молодых крабов, личинки проводят почти месяц, плавая в океане в составе планктона. Это позволяет им находить пищу и новые места обитания.

## Распределение
Природный ареал Hemigrapsus takanoi включает воды Японии и Китая, хотя его границы до сих пор неясны.

## Представлено распределение
Hemigrapsus takanoi был завезен на берега Европы человеком и стал там инвазивным видом. Хотя изначально он был описан как Hemigrapsus penicillatus, с тех пор этот вид был разделен на два, и именно H. takanoi, а не H. penicillatus, встречается на побережьях Европы. Считается, что он прибыл в 1993 году и в 1994 году был обнаружен в Ла-Рошели (Франция). При изучении животных, обраставших корпусы судов в Гамбургской верфи и Бремерхафене в то время, обнаружилось шесть особей H. takanoi на судне для перевозки автомобилей SPICA, которое курсировало между азиатскими портами Токио, Осака, Кобе и Пусан и Европой. Известно, что судно проходило мимо французского побережья в 1993 году, и считается, что занос мог произойти именно тогда: крабы упали с корпуса SPICA.
К 1997 году ареал вида в Европе простирался от Фроментина во Франции (рядом с островом Нуармутье) до Ларедо в Испании, охватывая береговую линию протяженностью 700 километров вокруг Бискайского залива. К 1999 году он достиг Гавра на Ла-Манше, а к 2005 году — французского Опалового берега у входа в Северное море. Основываясь на местном климате, в 1999 году было предсказано, что H. takanoi распространится по большей части Северного моря и западной части Балтийского моря. Позднее это было подтверждено, с первыми задокументированными записями в голландском Ваттовом море в 2004 году, в немецком Ваттовом море в 2007 году и в датском Ваттовом море в 2011 году. Распространение вида на север вдоль западного побережья Ютландии продолжилось, и теперь он также присутствует в Лим-фьорде. Впервые он был подтвержден в Великобритании в 2014 году, при обнаружении на юго-восточном побережье в эстуарии Медуэй. Первое упоминание в Балтийском регионе относится к 2014 году, когда особи были пойманы в Кильском фьорде в Германии. Вероятно, они прибыли на многочисленных судах, проходящих через Кильский канал (который соединяет регионы Северного и Балтийского морей), а в 2018 году вид был впервые зарегистрирован в водах датского архипелага Южный Фюн.